# Rajd Wikingów 1958
Rajd Wikingów 1958 (8. Viking Rally) – 8. edycja rajdu samochodowego Rajd Wikingów rozgrywanego w Norwegii. Rozgrywany był od 19 do 21 września 1958 roku. Była to jedenasta runda Rajdowych Mistrzostw Europy w roku 1958.

## Klasyfikacja rajdu
| Miejsce                      | Kierowca                     | Pilot                        | Samochód                     | Czas                         | Strata                       |                              |
| Klasyfikacja generalna i ERC | Klasyfikacja generalna i ERC | Klasyfikacja generalna i ERC | Klasyfikacja generalna i ERC | Klasyfikacja generalna i ERC | Klasyfikacja generalna i ERC | Klasyfikacja generalna i ERC |
| ---------------------------- | ---------------------------- | ---------------------------- | ---------------------------- | ---------------------------- | ---------------------------- | ---------------------------- |
| 1.                           | Arne Ingier                  | Håkon Fløysvik               | Volvo PV 444 America         | 34                           |                              |                              |
| 2.                           | Arve Aaberg Andersen         | Edward Gjølberg              | Volvo PV 444                 | 52                           | +18                          |                              |
| 3.                           | Harry Bengtsson              | Åke Righard                  | Volkswagen                   | 59                           | +24                          |                              |
| 4.                           | Armin Skotvedt               | Thor Strandrud               | Volvo PV 444 America         | 1:13                         | +38                          |                              |
| 5.                           | Hans Ingier                  | Bjørn Gundersen              | Volvo PV 444 America         | 1:15                         | +40                          |                              |
| 6.                           | Lars Chrigström              | Görel Barckman               | Volkswagen                   | 1:17                         | +43                          |                              |
| 7.                           | Gunnar Fadum                 | Christopher Wessel           | DKW AU 1000                  | 1:19                         | +44                          |                              |
| 8.                           | Carl-Magnus Skogh            | Rolf Skogh                   | Saab 93 B                    | 1:21                         | +46                          |                              |
| 9.                           | Rune Bäcklund                | Helmer Broberg               | Volvo PV 444                 | 1:30                         | +55                          |                              |
| 10.                          | Peter Harper                 | Jimmy Ray                    | Sunbeam Rapier               | 1:31                         | +56                          |                              |